# Sächsischer Münzstreit
Bei dem sächsischen Münzstreit handelte es sich um einen Streit ab 1526, der sich um die Abwertung des Geldes (Meißner Groschen) durch eine geringere Beimischung von Silber in die Münzen drehte. Es standen sich mit gegensätzlicher Meinung die katholischen Albertiner und die evangelischen Ernestiner gegenüber, wobei sich die Albertiner gegen eine, und die Ernestiner für eine qualitative Münzverschlechterung bei der Prägung von gemeinsam abgebautem Silber aussprachen.

## Geschichtlicher Hintergrund
In der Zeit um 1530 befand man sich in der wirtschaftlichen theoriegeschichtlichen Einteilung in der Zeit der Scholastik. In dieser Zeit versuchte man, in der Tradition der Antike, die Wirtschaft und das gesellschaftliche Leben unter christlichen Aspekten und moralischen Wertvorstellungen zu bewerten. Wurde noch bis ins 11. Jahrhundert hinein der Handel von der Kirche bekämpft, so ließ diese Intention nach, bis im 16. Jahrhundert der Handel in Maßen erlaubt war. Ab dem 12. Jahrhundert entwickelte sich mehr und mehr das Zunftwesen. Der Fernhandel bestand zum Zwecke des Tauschs von Luxusgütern. Die Wirtschaft war agrarisch strukturiert und es bestand ein auf Leibeigenschaft basierendes Feudalsystem. In Spanien entwickelte sich die „Schule von Salamanca“, diese hatte jedoch noch keinen bedeutenden Einzug in das wirtschaftliche Denken Sachsens dieser Zeit.

## Die Argumentation
Im 16. Jahrhundert existiert eine moderate Inflation, was heute als vorteilhaft angesehen wird, damals aber teilweise als Problem verstanden wurde. Sachsen war zu dieser Zeit dynastisch getrennt. Auf der einen Seite standen die katholischen Albertiner, auf der anderen die evangelischen Ernestiner. Die Fürsten nutzen zu dieser Zeit die Bergwerke gemeinschaftlich und prägten das daraus entspringende Metall auch gemeinsam. Der protestantische Kurfürst Johann von Sachsen pflegte zu der Zeit einen großzügigen Lebensstil und befürwortete eine Abwertung des Geldes. Demgegenüber stand der katholische Albertiner Herzog Georg der Ältere.
Wichtig sind in dem Zusammenhang die Argumente der beiden Parteien, die einen interessanten Einblick in das damalige wirtschaftspolitische Denken geben. Zentraler Anhaltspunkt der Argumentation sind drei Flugblätter der damaligen Zeit, in denen die Standpunkte festgehalten wurden.
Die Albertiner vertraten die Auffassung, dass die Obrigkeit des Landes das Wirtschaftswachstum zu garantieren habe. Der Lebensstandard erhöhte sich. Die Abwertung würde den Fürsten mehr Geld einbringen. Allerdings sollte man bedenken, dass sich die Kaufkraft der Münzen nach dem Wert der Münze richtet. Man würde den Händler nicht über den wahren Wert täuschen können. Zudem würde sich die Inflation ungleich auf die wirtschaftlichen Schichten auswirken. So betrifft die Inflation stark die Renten.
Die Ernestiner vertraten die Auffassung, dass die Abwertung den Import von Luxusgütern erschweren würde. Da das Silber durch den Luxusimport ins Ausland gelangen würde und somit nach damaliger Meinung die Macht des Auslands durch Münzreichtum gestärkt werden würde, gleichzeitig das sächsische Volk aber arm bleiben würde, sei eine Abwertung des überbewerteten Silbers erstrebenswert. Zudem wurde von einigen Scholastikern die Meinung vertreten, dass das Zinsnehmen abzulehnen sei. (vgl. Leonhardus Lessius) Durch eine Abwertung würden geringere Zinseinkünfte erfolgen, was insgesamt als positiv zu bewerten sei.
Die Gegenargumentation der Albertiner jedoch war, dass der komparative Vorteil Sachsens in der Silberproduktion zu sehen, und dieser auszunutzen sei. Eine Abwertung des Silbers würde zudem die Profitabilität der Bergwerke gefährden.
Dagegen kam das Argument der Ernestiner, dass ein Land, in welchem die Wirtschaft nur auf einem Produkt beruht, in anderen wirtschaftlichen Bereichen nachteilig beeinflusst wird.